# العلاقات التنزانية الرواندية
العلاقات التنزانية الرواندية هي العلاقات الثنائية التي تجمع بين تنزانيا ورواندا.

## مقارنة بين البلدين
هذه مقارنة عامة ومرجعية للدولتين:
| وجه المقارنة                                              | تنزانيا                        | رواندا                                        |
| --------------------------------------------------------- | ------------------------------ | --------------------------------------------- |
| المساحة (كم2)                                             | 947.30 ألف                     | 26.34 ألف                                     |
| عدد السكان (نسمة)                                         | 57.31 مليون                    | 12.21 مليون                                   |
| الكثافة السكانية (ن./كم²)                                 | 60.5                           | 463.55                                        |
| العاصمة                                                   | دودوما                         | كيغالي                                        |
| اللغة الرسمية                                             | اللغة السواحلية، لغة إنجليزية  | اللغة الكينيارواندا، لغة إنجليزية، لغة فرنسية |
| العملة                                                    | شيلينغ تانزاني                 | فرنك رواندي                                   |
| الناتج المحلي الإجمالي (بليون دولار)                      | 52.09 مليار                    | 9.14 مليار                                    |
| الناتج المحلي الإجمالي (تعادل القوة الشرائية) بليون دولار | 138.73 مليار                   | 20.46 مليار                                   |
| الناتج المحلي الإجمالي الاسمي للفرد دولار أمريكي          | 878                            | 697                                           |
| الناتج المحلي الإجمالي للفرد دولار أمريكي                 | 2.54 ألف                       | 1.66 ألف                                      |
| مؤشر التنمية البشرية                                      | 0.521                          | 0.483                                         |
| رمز المكالمات الدولي                                      | +255                           | +250                                          |
| رمز الإنترنت                                              | .tz                            | .rw                                           |
| المنطقة الزمنية                                           | ت ع م+03:00، توقيت شرق أفريقيا | ت ع م+02:00                                   |

## منظمات دولية مشتركة
يشترك البلدان في عضوية مجموعة من المنظمات الدولية، منها:
| علم المنظمة | اسم المنظمة                                                | تاريخ انضمام تنزانيا | تاريخ انضمام رواندا |
| ----------- | ---------------------------------------------------------- | -------------------- | ------------------- |
|             | وكالة ضمان الاستثمار متعدد الأطراف                         | 19 يونيو 1992        | 27 سبتمبر 2002      |
|             | الأمم المتحدة                                              | 14 ديسمبر 1961       | 18 سبتمبر 1962      |
|             | العملية المشتركة للاتحاد الأفريقي والأمم المتحدة في دارفور | ?                    | ?                   |
|             | دول الكومنولث                                              | 9 ديسمبر 1961        | ?                   |
|             | منظمة حظر الأسلحة الكيميائية                               | ?                    | ?                   |
|             | منظمة التجارة العالمية                                     | 1995                 | ?                   |
|             | منظمة الشرطة الجنائية الدولية                              | ?                    | ?                   |
|             | الاتحاد الأفريقي                                           | 16 يناير 1964        | ?                   |
|             | البنك الإفريقي للتنمية                                     | ?                    | ?                   |
|             | مؤسسة التنمية الدولية                                      | 6 نوفمبر 1962        | 30 سبتمبر 1963      |
|             | يونسكو                                                     | 6 مارس 1962          | 7 نوفمبر 1962       |
|             | مجموعة دول أفريقيا والكاريبي والمحيط الهادئ                | ?                    | ?                   |
|             | الاتحاد البريدي العالمي                                    | ?                    | ?                   |
|             | البنك الدولي للإنشاء والتعمير                              | 10 سبتمبر 1962       | 30 سبتمبر 1963      |
|             | الاتحاد الدولي للاتصالات                                   | 31 أكتوبر 1962       | 12 ديسمبر 1962      |
|             | مؤسسة التمويل الدولية                                      | 10 سبتمبر 1962       | 6 نوفمبر 1975       |
|             | المركز الدولي لتسوية المنازعات الاستشارية                  | 17 يونيو 1992        | 14 نوفمبر 1979      |

## وصلات خارجية
- موقع وزارة الخارجية التنزانية
- موقع وزارة الخارجية الرواندية